# Wang Yi
Wang Yi (王毅; Wáng Yì), född 19 oktober 1953 i Peking, är en kinesisk kommunistisk politiker som är ordförande i kommunistpartiets centrala kommission för utrikespolitik  och ledamot i politbyrån i Kinas kommunistiska parti. Han var Kinas utrikesminister 2012–2022.
Den 25 juli 2023 blev han åter utsedd till utrikesminister efter att hans efterträdare Qin Gang hastigt fått lämna sin post.